# 유대 (부릉절왕)
부릉절왕 유대(阜陵節王 劉代, ? ~ 145년)는 후한의 황족이다.

## 생애
양가 원년(132년), 아버지 회왕의 뒤를 이어 부릉왕에 봉해졌다.
영희 원년(145년)에 죽으니, 시호를 절이라 하였다. 아들이 없어 봉국이 폐지되었다가, 2년 후 형 유편친이 부릉왕에 봉해져 가문을 이었다.

## 출전
- 범엽, 《후한서》 권6 효순효충효질제기·권42 광무십왕열전

| 전임 아버지 부릉회왕 유회 | 후한의 부릉왕 132년 ~ 145년 7월 경인일 | 후임 (2년 후) 형 부릉공왕 유편친 |